# Kinixys spekii
Kinixys spekii là một loài rùa trong họ Testudinidae. Loài này được Gray mô tả khoa học đầu tiên năm 1863.

## Hình ảnh

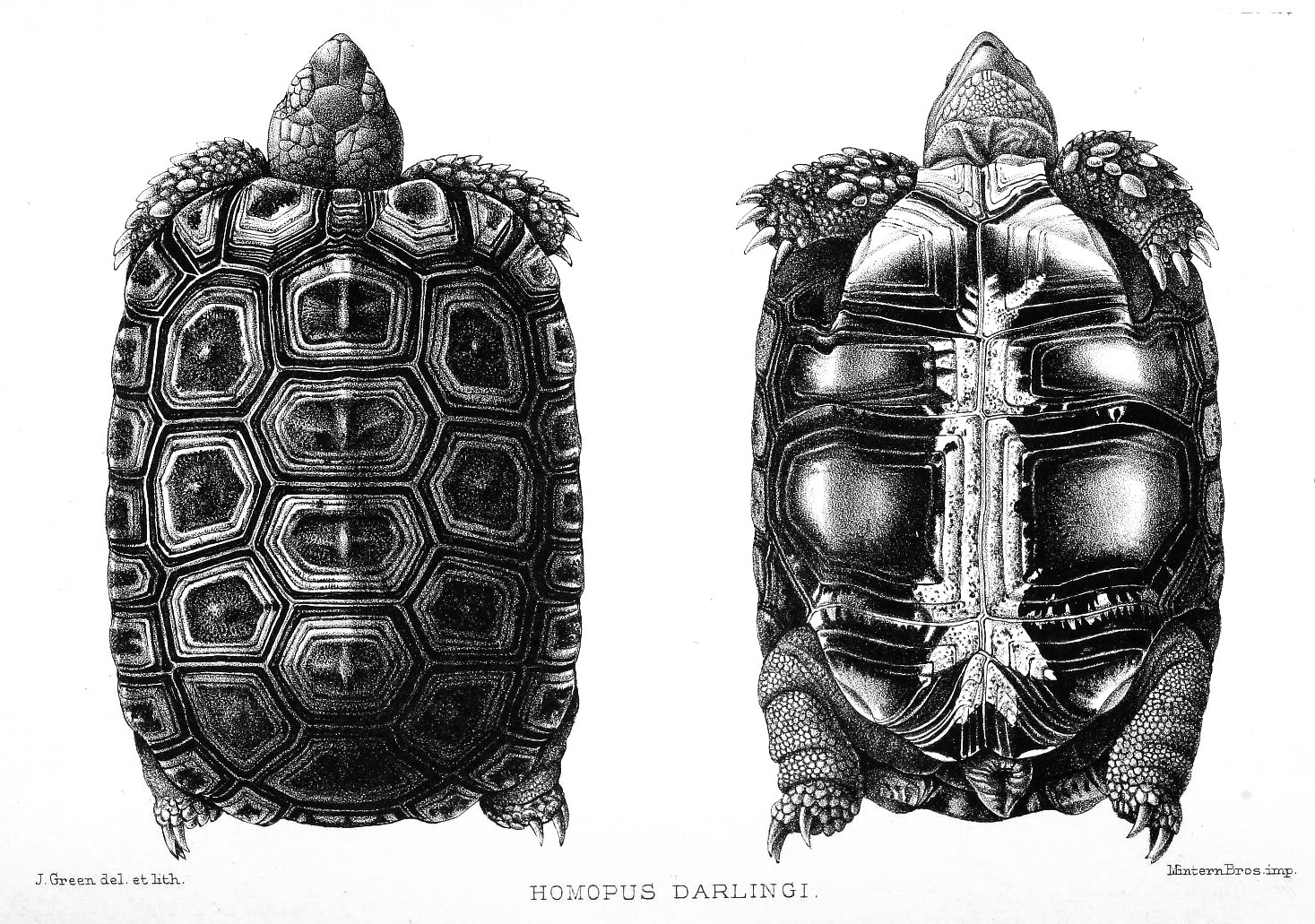